# Žiljak
Žiljak (cyr. Жиљак) – wieś w Czarnogórze, w gminie Bijelo Polje. W 2011 roku liczyła 225 mieszkańców.